# Толесон (Аризона)
Толесон (енгл. Tolleson) град је у америчкој савезној држави Аризона. По попису становништва из 2010. у њему је живело 6.545 становника.

## Демографија
Према попису становништва из 2010. у граду је живело 6.545 становника, што је 1.571 (31,6%) становника више него 2000. године.
| Група             | 2000.         | 2010.         |
| Белци             | 945 (19,0%)   | 719 (11,0%)   |
| Афроамериканци    | 71 (1,4%)     | 432 (6,6%)    |
| Азијати           | 23 (0,5%)     | 61 (0,9%)     |
| Хиспаноамериканци | 3.878 (78,0%) | 5.241 (80,1%) |
| Укупно            | 4.974         | 6.545         |